# Junta Provincial (Italia)
La Junta provincial (en italiano Giunta provinciale) según el artículo 36 del decreto legislativo del 18 de agosto de 2000, n. 267 , es uno de los órganos de gobierno de provincia en Italia, ente local previsto por el artículo 144 de la Constitución de la República Italiana.
El artículo 23 inciso 15 del decreto ley n. 201 del 6 de diciembre de 2011 ha modificado profundamente la organización de la provincia, con la implícita abolición de la junta, previendo solo el Consejo (Consiglio provinciale) y el presidente Presidente della provincia, elegido como el primero entre sus componentes. El inciso 20 del mismo artículo se remite a la ley del Estado que identifica el término después del cual prescribirían.

## Estructura
La Junta es un órgano colegiado compuesto por el presidente de la provincia, que la preside, y de un número de asesores, establecido por el estatuto provincial, que no debe ser superior a un cuarto del número de consejeros provinciales (computado a tal fin también el presidente de la provincia) y cualquiera no superior a 12 (artículo 47 del Decreto Ley 267/2000, modificado por el artículo 2, inciso 23, de la Ley 244/2007).
Según el artículo 47 del Decreto Ley 267/2000 los asesores son nominados por el presidente de la provincia entre los ciudadanos que poseen los requisitos para ser candidatos, elegibilidad y compatibilidad al cargo de consejero. Los asesores son nominados incluso fuera de los miembros del consejo provincial, sin embargo, ya que según el artículo 64 el cargo de asesor es incompatible con el de consejero, quien fuera nombrado asesor cesa en el cargo de consejero en el acto de nombramiento. El presidente de la provincia tiene, según la ley, la más amplia discrecionalidad en el nombramiento y renovación de los asesores; en la práctica debe tener en cuenta las indicaciones de las fuerzas políticas que lo sostienen y, en el caso de coalición, ponderar la presencia en junta de la misma.

## Funciones
Según el artículo 48 del Decreto Ley 267/2000 la junta colabora con el presidente en el gobierno de la provincia y opera a través de las deliberaciones colegiales. La junta lleva a cabo todos los actos que recaen dentro de las funciones del órgano de gobierno, que no que no sean reservados por la ley al consejo y que no recaigan en la competencia, previstas por la ley o el estatuto, del presidente de la provincia; colabora con el presidente en la actuación de las direcciones generales del consejo; informa anualmente al consejo sobre su propia actividad y desenvuelve actividad propositiva y de impulso frente a la misma; adopta los reglamentos sobre el ordenamiento de las oficinas y de los servicios, en el respeto de los criterios generales estables del consejo.
Cada asesor recibe, de norma, uno o más poderes relativos a sectores específicos de la acción administrativa provincial. En tal caso el presidente de la provincia confiere a los miembros del consejo provincial (los denominados Consejeros delegados) encargos de colaboración en ámbitos específicos, por lo que estos deben ser visto como una especie de evaluadores "externos".

## Historia
En 1865 la primera ley comunal y provincial del estado unitario italiano (ley n. 2248 del 20 de marzo de 1865) instituyó como órgano ejecutivo de la provincia la diputación provincial, elegida por el consejo provincial pero presidida por el prefecto, investía las funciones de control sobre las administraciones comunales. Con la ley n. 5865 del 30 de diciembre de 1888 la tutela, o sea, el control de mérito sobre los actos de la administración local, fue transferida desde la diputación provincial a un órgano de la nueva institución, la junta provincial administrativa, presidida por el prefecto y compuesta por dos consejeros de prefectura y de cuatro miembros efectivos electos por el consejo provincial.
Con el texto único comunal y provincial de 1889 se introdujo la figura del presidente de la diputación provincial, que fue elegido por el mismo y diferente del presidente de la diputación provincial.
En 1922, con el advenimiento del fascismo, los órganos democráticos provinciales fueron suprimidos y sustituidos por órganos gubernativos.
Luego de la caída del fascismo, la administración provisoria de las provincias fue disciplinada por el Real Decreto ley n. 11 del 4 de abril de 1944 que confió, en espera de la restauración del sistema electivo, un presidente y una diputación provincial, nombrado por el prefecto. Con la ley n. 122 del 8 de marzo de 1951 fue restaurado en el sistema electoral y la diputación provincial asumió el actual nombre de "Giunta provinciale".
Con la ley n. 81 del 25 de marzo de 1933 fue introducida la elección directa del presidente de la provincia y, correlativamente, la nómina de componentes de la junta, que hasta entonces eran electos los consejos provinciales. En este momento la forma de gobierno de la provincia, con anterioridad un modelo parlamentario, fue abordado el modelo presidencial.